# Фазовый синхронизм в нелинейной оптике
Фазовый синхронизм (волновой синхронизм) в нелинейной оптике — условие наиболее эффективной реализации способности нелинейной среды преобразовывать частоту.
Условием фазового синхронизма является равенство нулю расстройки волновых векторов. При генерации суммарной ({\displaystyle \omega _{3}=\omega _{1}+\omega _{2}}) или разностной частоты ({\displaystyle \omega _{2}=\omega _{3}-\omega _{1}}) оно имеет вид {\displaystyle k_{3}=k_{1}+k_{2}} (скалярный синхронизм, то есть, при коллинеарном распространении всех трех волн), или, в общем виде, {\displaystyle \mathbf {k} _{3}=\mathbf {k} _{1}+\mathbf {k} _{2}}(векторный синхронизм, когда волновые вектора имеют разное направление).

## История
Вскоре после создания лазера, в 1961 г. П. Франкен с сотрудниками зарегистрировал генерацию второй гармоники (ГВГ), сфокусировав излучение рубинового лазера в кристалл кварца (рис. 1.). Поскольку отсутствовал фазовый синхронизм, то эффективность преобразования была порядка 10−6. Однако столь малый коэффициент преобразования заставил исследователей обратить внимание на важность фазового синхронизма.
Теоретическое исследование нелинейно-оптических явлений и разработка методов достижения фазового синхронизма позволили создать практически пригодные преобразователи частоты, и обеспечили быстрое развитие прикладной нелинейной оптики.
Абсолютная величина волнового вектора зависит от частоты света и показателя преломления: {\displaystyle k=n\left(\omega \right)\cdot \omega /c}. Поскольку все оптические среды обладают дисперсией, то есть, показатель преломления зависит от частоты света, то одновременное выполнение равенства {\displaystyle \omega _{3}=\omega _{1}+\omega _{2}} и {\displaystyle n\left(\omega _{3}\right)\omega _{3}=n\left(\omega _{1}\right)\omega _{1}+n\left(\omega _{2}\right)\omega _{2}} в изотропной среде невозможно. Стандартным способом обеспечения фазового синхронизма является компенсация дисперсии за счёт двулучепреломления в анизотропных кристаллах, когда взаимодействующие волны имеют различную поляризацию.

## Распространение электромагнитных волн в кристаллах

Иллюстрация нахождения направления распространения обыкновенной и необыкновенной волн в одноосном кристалле

В общем случае при наличии двойного лучепреломления, показатель преломления различен для лучей, проходящих через среду под разными углами. В изотропных средах {\displaystyle n_{x}=n_{y}=n_{z}=n}. В анизотропных средах показатели преломления вдоль различных осей различны. Например, в одноосных кристаллах {\displaystyle n_{x}=n_{y}\neq n_{z}}, в двуосных кристаллах {\displaystyle n_{x}\neq n_{y}\neq n_{z}}.
В одноосных кристаллах любую волну можно представить в виде суммы двух линейно поляризованных волн с взаимно ортогональной поляризацией: обыкновенной (ordinary) волны, и необыкновенной (extraordinary).
Показатель преломления необыкновенной волны {\displaystyle n^{e}(\theta )} зависит от угла между оптической осью OZ и вектором {\displaystyle \mathbf {k} }:
{\displaystyle n^{e}(\theta )={n_{o}n_{e} \over {\sqrt {n_{o}^{2}-(n_{o}^{2}-n_{e}^{2})cos^{2}\theta }}}},
где {\displaystyle n_{e}}-главное значение показателя преломления.
Графически зависимость показателя преломления от направления волнового вектора изображают в виде индикатрисы — поверхности {\displaystyle n(\theta ,\phi )}, где {\displaystyle (\theta ,\phi )} — углы направления волнового вектора {\displaystyle \mathbf {k} } в сферических координатах. Для обыкновенной волны — это сфера {\displaystyle n_{o}(\theta ,\phi )\equiv n_{o}=const}, а для необыкновенной — эллипсоид вращения. На рисунке показана иллюстрация для поиска показателя преломления, направления распространения энергии (лучевой вектор s) и фронта волны k в зависимости от того, как поляризована волна по отношению к кристаллической решетке. Если {\displaystyle n_{e}<n_{o}}, то такой кристалл называется отрицательным, а если {\displaystyle n_{e}>n_{o}}, то положительным. Большинство используемых в нелинейной оптике кристаллов — отрицательные одноосные, например, дигидроортофосфат калия KH2PO4 (KDP) или ниобат лития LiNbO3.

## Фазовый синхронизм в одноосных кристаллах

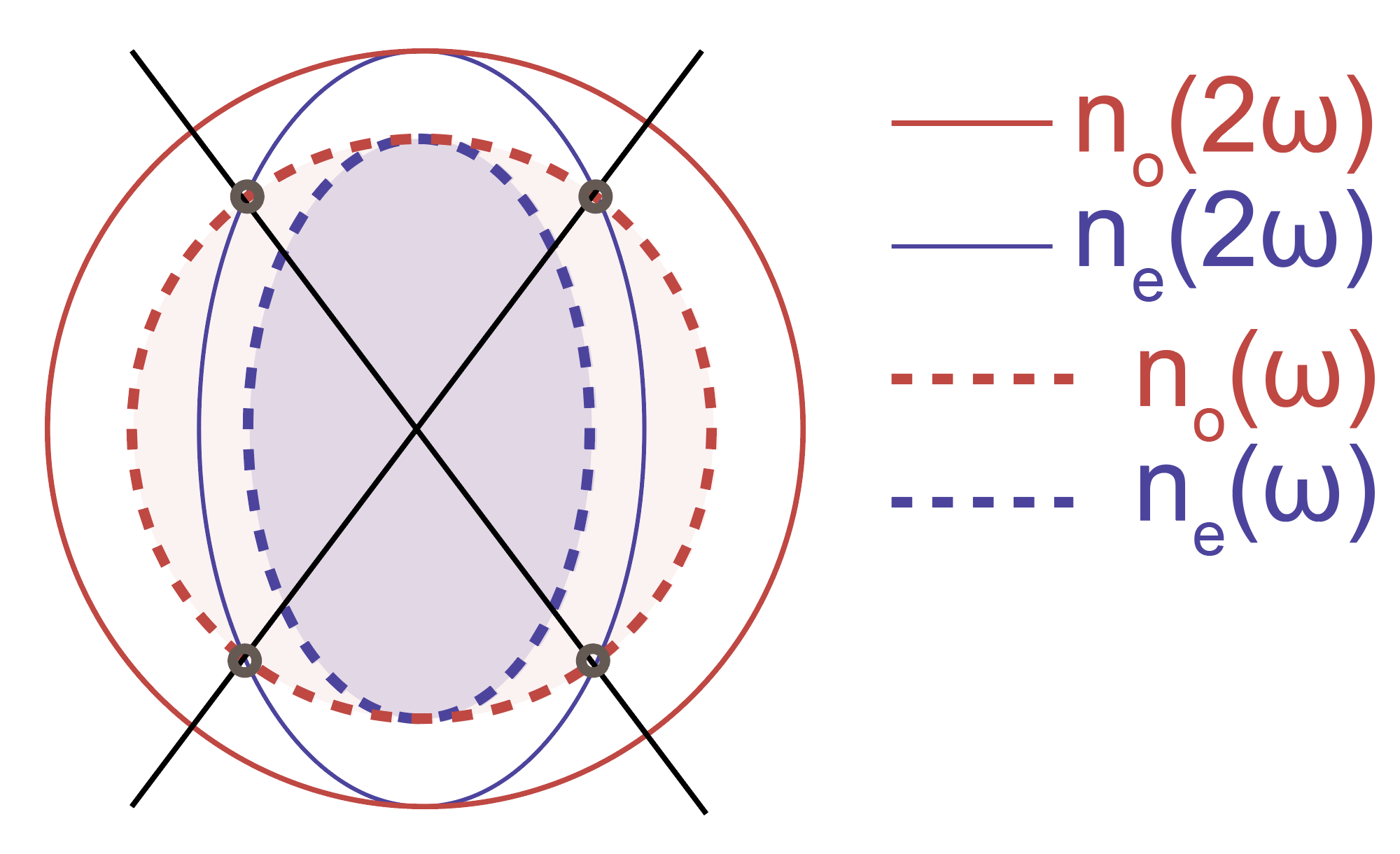
Иллюстрация направлений фазового синхронизма в одноосном кристалле

Рассмотрим в качестве примера фазовый синхронизм при ГВГ. Направления синхронизма определяются пересечением сферы обыкновенного показателя преломления удвоенной частоты и эллипсоида необыкновенного показателя преломления первой гармоники, и образуют конус вокруг оси OZ с углом при вершине {\displaystyle 2\theta _{c}}. Угол {\displaystyle \theta _{c}} называется углом синхронизма.
Как уже отмечалось выше, в общем случае условием фазового синхронизма при генерации суммарной или разностной частоты оно имеет вид
{\displaystyle \mathbf {k} _{3}=\mathbf {k} _{1}+\mathbf {k} _{2}}
(векторный синхронизм).
Если же волновые векторы взаимодействующих волн коллинеарны, то должно выполняться скалярное равенство:
{\displaystyle k_{3}=k_{1}+k_{2}}
(скалярный синхронизм).
На рис. изображен 90°-ый ooe-синхронизм (некритический), который достигается при {\displaystyle \theta _{c}=90^{\circ }}, то есть {\displaystyle n_{o1}=n_{e2}}. Данный вид синхронизма обладает рядом преимуществ: во-первых, угол анизотропии равен нулю, во-вторых, расстройка волновых векторов слабее зависит от отклонения  направления распространения волн от направления синхронизма: {\displaystyle \Delta k\backsim \Delta \theta ^{2}}, тогда как обычно {\displaystyle \Delta k\backsim \Delta \theta }.
При этом в отрицательных кристаллах волна с наибольшей частотой ({\displaystyle \omega _{3}}) всегда должна быть необыкновенной, а волны 1 и 2 могут быть либо обе обыкновенные, либо одна обыкновенная, а другая — необыкновенная. В положительных кристаллах наоборот, волна с частотой {\displaystyle \omega _{3}} — обыкновенная, а среди волн низших частот должна быть хотя бы одна необыкновенная.
Сокращенно синхронизм вида {\displaystyle k_{1}^{o}+k_{2}^{o}=k_{3}^{e}} обозначается как «ooe», а синхронизм вида {\displaystyle k_{1}^{o}+k_{2}^{e}=k_{3}^{e}} — как «oee». В положительных кристаллах наоборот, волна с частотой {\displaystyle \omega _{3}} — обыкновенная, а среди волн низших частот должна быть хотя бы одна необыкновенная (таблица 1). Виды синхронизма условно делятся на два типа: к первому относятся взаимодействия, в которых волны 1 и 2 имеют одинаковые поляризации (например, ooe, eeo), а ко второму — взаимно перпендикулярные (например, oee, oeo).
|        | Отрицательные кристаллы | Положительные кристаллы |
| ------ | ----------------------- | ----------------------- |
| Тип I  | ooe                     | eeo                     |
| Тип II | oee, eoe                | oeo, eoo                |